# الشركة التجارية العقارية
الشركة التجارية العقارية هي شركة عقارية كويتية تقوم على تطوير المشاريع العقارية التجارية والاستثماري وفق أحكام الشريعة الإسلامية. تأسست عام 1968 وأدرجت في سوق الكويت للأوراق المالية في عام 2004.
حققت الشركة أرباح بقيمة مليون دينار كويتي تقريبًا في السنة المالية لعام 2020، وبلغت الأرباح التشغيلية 13.4 مليون دينار.

## المشاريع
تقوم الشركة بعدد من المشاريع العقارية، أشهرها برج التجارية وسيمفوني.
تمتلك الشركة 30% من برج المقام (أحد أبراج وقف الملك عبد العزيز).